# 덤버턴 FC

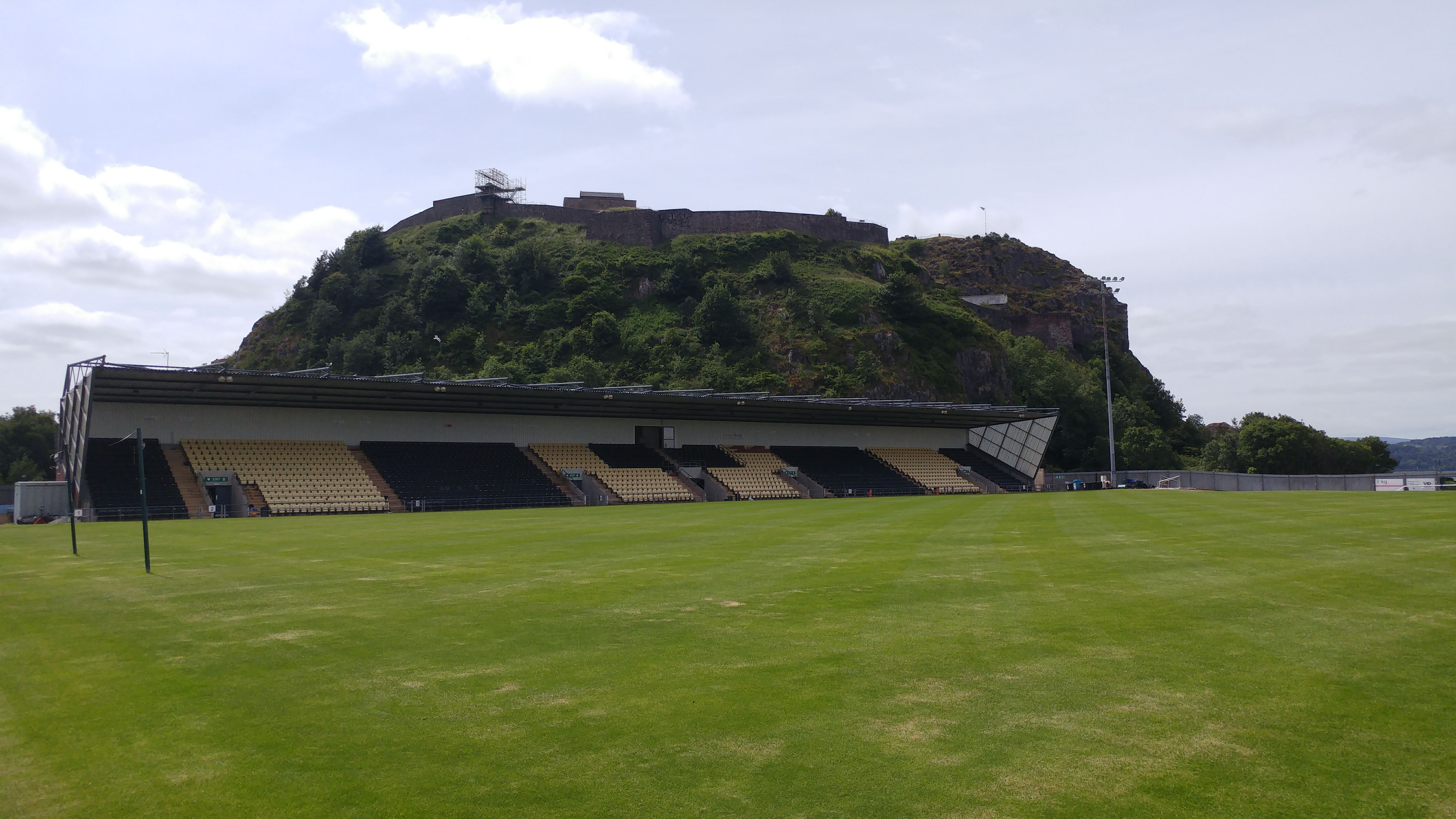

덤버턴 FC(Dumbarton Football Club, Dumbarton F.C.)는 1872년에 창단된 스코틀랜드 덤버턴의 축구 클럽으로, 현재 스코틀랜드 풋볼 리그 2부에서 활동하고 있다.

## 성적
- 스코틀랜드 프리미어리그 우승 2회 (1891, 1892)
- 스코틀랜드 풋볼 리그 1부 우승 2회 (1911, 1972), 준우승 2회 (1908, 1984)
- 스코틀랜드 풋볼 리그 2부 우승 1회 (1992), 준우승 1회 (1995)
- 스코틀랜드 풋볼 리그 3부 우승 1회 (2009), 준우승 1회 (2002)
- 스코틀랜드 컵 우승 1회 (1883), 준우승 5회 (1881, 1882, 1887, 1891, 1897)

## 선수 명단

### 현역
- 마이클 루스(2023 ~ )
- 토니 월레스(2010 ~ 2012, 2023 ~ )